# 12 Rounds 3: Lockdown
12 Rounds 3: Lockdown (noto anche come 12 Rounds 3 o 12 Rounds: Lockdown) è un film del 2015 diretto da Stephen Reynolds.
Film d'azione statunitense con protagonista Dean Ambrose, al debutto nel cinema americano. È il sequel del film del 2013 12 Rounds 2: Reloaded con Randy Orton, diretto da Roel Reiné. È la terza pellicola della trilogia di 12 Rounds e la seconda di sei della serie "Action Six-Pack", coprodotte da WWE Studios e Lionsgate, che distribuiscono il film. Questo è il primo film della serie a non essere pubblicato dalla 20th Century Fox, ed è stato distribuito in sale selezionate negli Stati Uniti e su richiesta l'11 settembre 2015.

## Trama
Il detective John Shaw torna in servizio dopo l'omicidio del suo collega. Scoprendo alcune prove che collegano all'omicidio, viene incastrato per un delitto che non ha commesso.